# Stefan Sonderegger (Historiker)
Stefan Sonderegger (* 1958 in Heiden) ist ein Schweizer Historiker, Archivar und Hochschullehrer. Er ist Titularprofessor der Universität Zürich.

## Leben und Wirken
Stefan Sonderegger wurde geboren als Sohn des Sägereibesitzers Konrad Sonderegger. Er studierte von 1979 bis 1985 Allgemeine Geschichte, Germanistik und Kunstgeschichte an der Universität Zürich, wo er 1993 promoviert wurde. 2004 erteilte die Universität Zürich Sonderegger eine Lehrbefugnis für Geschichte des Mittelalters unter besonderer Berücksichtigung der Historischen Hilfswissenschaften; thematische Schwerpunkte seiner Lehrveranstaltungen sind, seinen Forschungsinteressen entsprechend, die Wirtschafts- und Sozialgeschichte der Nordostschweiz im Spätmittelalter sowie die Erschliessung und Edition der archivalischen Überlieferung. Nach seiner Tätigkeit als Assistent am Historischen Seminar der Universität Zürich durchlief Sonderegger von 1987 bis 1993 eine Ausbildung zum wissenschaftlichen Archivar im Stadtarchiv der Ortsbürgergemeinde (Vadiana) St. Gallen, das er seit 2003 als Nachfolger von Ernst Ziegler leitet. Daneben nahm er Lehraufträge an den Universitäten Konstanz und St. Gallen wahr. Seit 2003 ist Sonderegger Mitglied der Rechtsquellenstiftung des Schweizerischen Juristenvereins.
Stefan Sonderegger engagiert sich in verschiedenen Funktionen für die Vermittlung von Kultur und Geschichte, nämlich als Präsident der Stiftung für appenzellische Volkskunde und des Historisch-Antiquarischen Vereins Heiden, als Stiftungsratspräsident der Steinegg Stiftung und als Vizepräsident des länderübergreifend tätigen Vereins für Geschichte des Bodensees und seiner Umgebung.

## Forschung
Stefan Sonderegger wertete in seiner von Roger Sablonier betreuten Dissertation über «Landwirtschaftliche Entwicklung in der Nordostschweiz» die bis in die 1430er Jahre zurückreichenden Rechnungsbücher des städtischen St. Galler Heiliggeist-Spitals aus. Die dichte Überlieferung erlaubte eine präzise und exemplarische Rekonstruktion der Wirtschaftsführung mit ihren Folgen für das weitere städtische Umland, hier insbesondere die landwirtschaftliche Spezialisierung auf die Viehwirtschaft im Appenzell und den Weinbau im St. Galler Rheintal. Neben der ländlichen Wirtschafts- und Sozialgeschichte insbesondere Appenzells bearbeitet Sonderegger Themen der St. Galler Stadtgeschichte. Ein weiterer Schwerpunkt ist die Arbeit am St. Galler Urkundenbuch «Chartularium Sangallense»: Zusammen mit Otto P. Clavadetscher edierte Sonderegger die Urkunden der Jahre 1362 bis 1411 in sechs Bänden. Daran schliessen Arbeiten zu Fragen der Urkundenlehre und -edition sowie den Historischen Hilfswissenschaften im weiteren Sinne an. Hinzu kommt die Erforschung der Aussenbeziehungen im ostschweizerischen und süddeutschen Raum, mit einem Schwerpunkt auf dem diplomatischen Briefverkehr (Missiven) zwischen den Städten des Bodenseeraumes.

## Publikationen (nur selbständige Schriften)
- Zusammen mit Otto P. Clavadetscher: Chartularium Sangallense. Bände VIII–XIII. Herausgeber- und Verlagsgemeinschaft Chartularium Sangallense, St. Gallen 1998–2017.
- Landwirtschaftliche Entwicklung in der spätmittelalterlichen Nordostschweiz. Eine Untersuchung ausgehend von den wirtschaftlichen Aktivitäten des Heiliggeist-Spitals St. Gallen (= St. Galler Kultur und Geschichte. Band 22). Staatsarchiv und Stiftsarchiv St. Gallen, St. Gallen 1994, ISBN 3-908048-22-2 (Digitalisat).